# Strzeżenice
Strzeżenice (do 1945 niem. Streitz) – wieś sołecka w Polsce położona w województwie zachodniopomorskim, w powiecie koszalińskim, w gminie Będzino, przy drodze powiatowej nr 3509Z z Mścic do Mielna.
Przy północnej zabudowie wsi płynie struga Strzeżenica. Na wschodnim krańcu miejscowości do Strzeżenicy uchodzi struga Strzeżka.
Teren Strzeżenic został objęty obszarem chronionego krajobrazu „Koszaliński Pas Nadmorski”.
W miejscowości znajduje się m.in.: gospodarstwo agroturystyczne, Sala Królestwa miejscowego zboru Świadków Jehowy i ruina gotyckiego kościoła, który został podpalony po zakończeniu wojny w 1945 r. przez powracające wojska rosyjskie.

## Demografia
| Rok  | Ludność |
| ---- | ------- |
| 1905 | 222     |
| 1910 | 248     |
| 1925 | 301     |
| 1933 | 279     |
| 1939 | 286     |
| 1988 | 189     |
| 2002 | 175     |
| 2009 | 180     |
| 2011 | 205     |
| 2021 | 316     |

## Znani mieszkańcy
- Paul Dahlke (1904-1984), Niemiecki aktor